# Madonna del Perdono

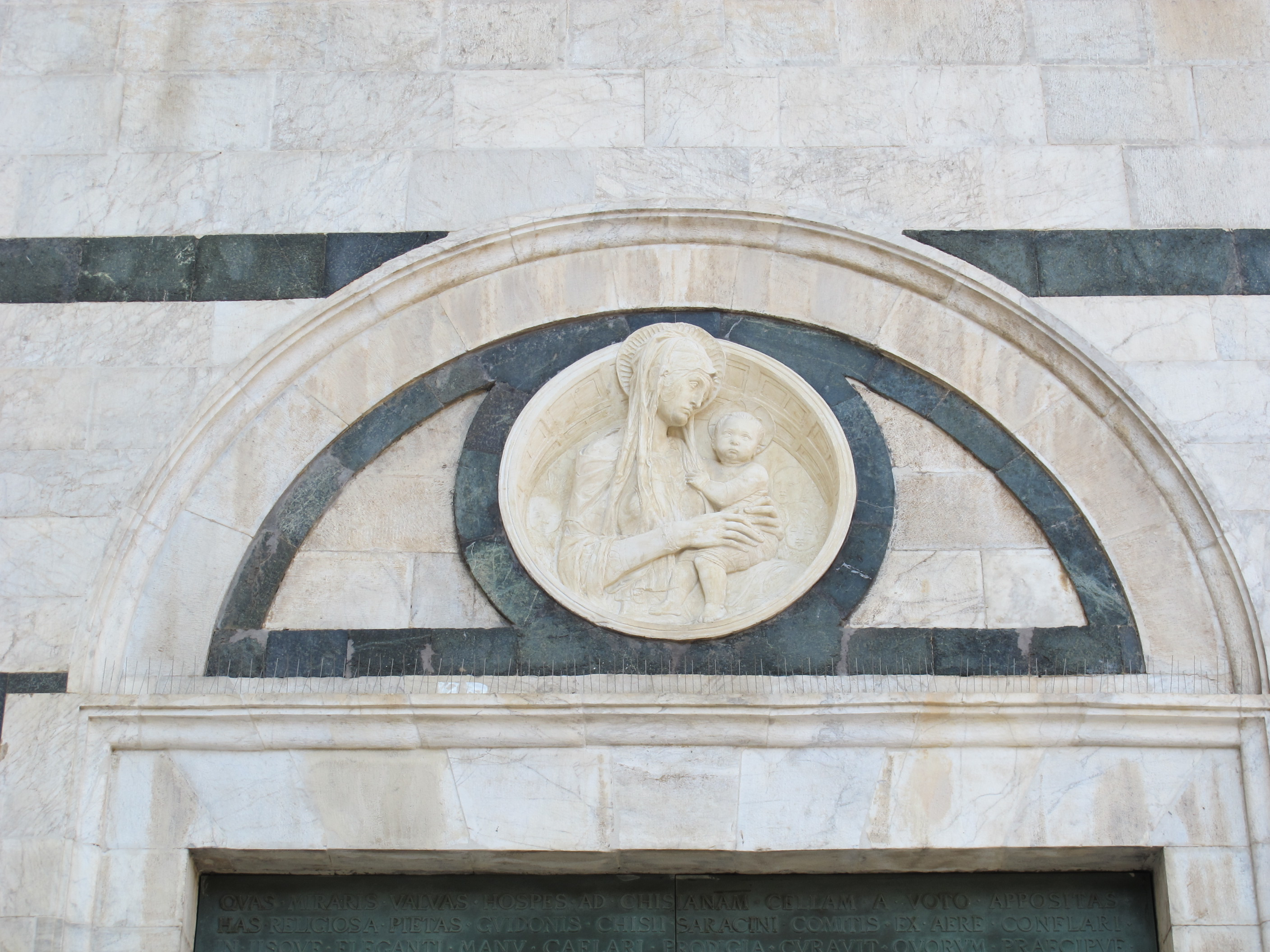
La lunetta della Porta del Perdono

La Madonna del Perdono è un'opera attribuita a Donatello. Proveniente dalla distrutta porta del Perdono del Duomo di Siena (abbattuta verso il 1660 per fare posto alla Cappella della Madonna del Voto di Bernini), è in marmo con intarsi di vetro blu ed è databile al 1457-1459. È conservata nel Museo dell'Opera del Duomo.

## Storia e descrizione
L'opera, che raffigura la Madonna col Bambino fra quattro cherubini in un tondo, venne probabilmente realizzata dallo scultore direttamente a Siena, dove si era trasferito in tarda età, nel 1457, per lavorare al progetto mai compiuto delle porte bronzee per il Duomo.
Con la sua partenza anticipata del 1459 pare che lasciò la sola opera della Madonna del Perdono, mentre un San Giovanni Battista era forse un'opera modellata in precedenza.
L'opera è in stile stiacciato, con la Madonna che sembra ergersi maestosa col Bambino in braccio, mentre i cherubini sullo sfondo sono appena percettibili per il bassissimo rilievo. Esemplari sono le correzioni ottiche legate al punto di vista, tipiche dell'opera donatelliana: il bordo superiore del tondo presenta inserti in vetro come se fosse sfondato e questo effetto di tridimensionalità illusoria è perfettamente percettibile dal punto di vista di chi entra nella porta. Anche nel museo, per assecondare questo effetto, l'opera è esposta inclinata.
La Madonna ha un volto dolce e malinconico che, come in altre opere del maestro (come la famosa Madonna Pazzi), sembra presagire il doloroso destino del figlio. La mano di Gesù, seminascosta, si appoggia al collo della madre con grande naturalezza e tenerezza. I cherubini, più schematici, sono probabilmente opera di un collaboratore.